# Lepidocyrtus lanuginosus
Lepidocyrtus lanuginosus is een springstaartensoort uit de familie van de Entomobryidae. De wetenschappelijke naam van de soort is voor het eerst geldig gepubliceerd in 1788 door Gmelin.